# Selenops trifidus
Espèce
Selenops trifidus est une espèce d'araignées aranéomorphes de la famille des Selenopidae.

## Distribution
Cette espèce est endémique de l'île de la Navasse aux Antilles.

## Description
Le mâle décrit par Crews en 2011 mesure 6,45 mm.

## Publication originale
- Bryant, 1948 : The spiders of Hispaniola. Bulletin of the Museum of Comparative Zoology, vol. 100, p. 331-459 (texte intégral).